# Douglas DC-2
Douglas DC-2 je bilo 14-sedežno dvomotorno propelersko potniško / vojaško transportno letalo ameriškega podjetja Douglas Aircraft Corporation. Leta 1935 je Douglas nato razvil večjo verzijo DC-3, ki je postalo eno najuspešnejših in vplivnih letal v zgodovini. Zgradili so 198 DC-2 in več kot 16.000 DC-3. 
V 1930-ih so začeli razvijati povsem kovinska potniška letala. Prototip predhodnika DC-1 je poletel 1. julija 1933. Imel je dva zvezdasta motorja s po 690 KM, ki sta poganjala propelerja z nastavljivim korakom. Imel je tudi uvlačljivo pristajalno podvozje z repnim kolesom.
Letalo je imelo nekaj hib - ni še imelo avtomatičnega pilota, ogrevanje potniške kabine je bilo slabotno, na tleh je imel DC-2 lastno voljo. Je pa letalo varno preneslo zelo močne zaledenitve kril. 
Letalska družba TWA je naročila 20 letal z močnejšimi motorji, ta verzija je potem dobila oznako DC-2. Letala DC-2 so naročile evropske letalske družbe KLM, LOT, Swissair, CLS in LAPE. Letala za evropske uporabnike so sestavljali v nizozemskem Fokkerju. Letala so licenčno izdelovali tudi na Japonskem pri Nakajimi.

## Tehnične specifikacije (DC-2)
Splošne karakteristike
- Posadka: 2-3
- Število sedežev: 14 potnikov
- Dolžina: 62 ft 6 in (19,1 m)
- Razpon kril: 85 ft 0 in (25,9 m)
- Višina: 15 ft 10 in (4,8 m)
- Površina kril: 940 sq ft (87,3 m²)
- Teža praznega letala: 12455 lb (5.650 kg)
- Naložena teža: 18560 lb (8.420 kg)
- Pogon letala: 2 ×  9-valjni zračno hlajen zvezdasti motor Wright GR-1820-F53 Cyclone, 730 KM (540 kW)  vsak

 Zmogljivost 
- Maks. hitrost: 210 mph na 6800 ft (338 km/h)
- Doseg: 1085 mi (1.750 km)
- Višina leta: 22750 ft (6.930 m)
- Hitrost vzpenjanja: 1030 ft/min (310 m/min oz. 5,2 m/sek)